# Sphaerella caricae
Sphaerella caricae är en svampart som beskrevs av Maubl. 1913. Sphaerella caricae ingår i släktet Sphaerella och familjen Mycosphaerellaceae.   Inga underarter finns listade i Catalogue of Life.